# 小野丽莎
小野麗莎（小野リサ，Lisa Ono，1962年7月29日—），本名小野里沙，巴西出生日本女歌手，出生於巴西聖保羅。自從1989年出道以來，便以其自然的歌聲，充滿節奏感的吉他音樂，在日本拓展巴萨诺瓦（Bossa Nova）曲風。她並曾與巴萨诺瓦之代表人物安東尼奧·卡洛斯·裘賓、爵士森巴樂的巨匠若昂·多纳托等共同創作不少作品，以及在紐約、巴西以及亞洲等地舉行演唱會。她的曲風深受艾拉·、斯坦·盖茨以及邁爾士·戴维斯影響，混合了森巴、爵士樂、詩歌、獨特吉他節奏的熾熱風格。現今被譽為日本巴萨诺瓦界的第一樂手。

## 早年
小野麗莎1962年出生於巴西聖保羅，父親在當地經營音樂酒館，因此她從小便接受許多巴西一流音樂家的薰陶，展現了對音樂高度的喜愛與天分，10歲時舉家遷回日本，15歲時便開始拿起吉他公開演出。

## 事業發展
1989年，小野麗莎在日本發表了首張葡語專輯Catupiry，將融合巴西森巴與爵士樂的巴薩諾瓦曲風介紹給日本樂迷，其無拘無束的音樂，搭配上她時而慵懶柔軟、時而活潑俏皮的唱腔，迅速地在日本形成一股流行風潮，不僅是爵士領域，還延伸至流行市場，成為日本少數能夠跨出爵士樂界征服流行市場的爵士歌手。1991年，小野麗莎憑第二張專輯Nana，獲日本金唱片獎。1992年，在憑第三張專輯Menina，再獲日本金唱片獎，並促成小野麗莎創立自己的品牌Nana。1993年，小野麗莎在東京、大阪、福岡的藍調爵士俱樂部演唱了36場，並首次在紐約演出。
九十年代末，EMI唱片公司正式將她的專輯在台灣發行，讓Bossa Nova音樂進入華語樂壇。2000年九月小野麗莎在台北、台中、高雄舉辦了三場演唱會。1999年，小野麗莎與Oscar Castro-Neves合作，推出Dream專輯，至今銷量逾二億張。2005年，小野麗莎巡迴墨西哥、古巴，演出其三部曲作品Romance Latino Vol.1-3。這三張專輯同獲台灣金唱片獎，以及2006年度最佳爵士樂金唱片獎。2006年，她第20張唱片Jambalaya Bossa Americana贏得白金唱片獎，並高踞國際流行榜十大超過半年。
2013年受邀为中国大陆王竞导演的电影《大明劫》演唱主题曲。2014年1月在北京第一次举行在中國的个人演唱会。
小野麗莎多年來致力於推廣介紹Bossa Nova音樂，除了巴西的根源，近年來還將夏威夷Hula、法國香頌、義大利歌謠等音樂、阿拉伯音樂、亞洲民謠與Bossa Nova結合，讓她的音樂更加的世界化，最重要的便是要提供樂迷們放鬆心情、享受人生的音樂。

## 音樂作品

### 專輯
- 1989.10.21 - Catupiry（MIDI）
- 1990.04.21 - NaNã
- 1991.07.21 - menina / 小女孩（轉移到BMG）
- 1992.06.21 - Serenata Carioca／里歐的小夜曲
- 1993.01.21 - Namorada／戀人（迷你專輯）
- 1994.06.22 - Esperança／希望
- 1995.04.21 - Minha Saudade / 我的思念
- 1996.11.21 - Rio Bossa／里約巴沙
- 1997.11.19 - Essencia／香水	（轉移到EMI）
- 1998.07.16 - Bossa Carioca
- 1999.06.23 - Dream / 夢
- 2000.07.05 - pretty world／美麗新世界
- 2000.11.16 - Boas Festas／冬之歌（聖誕專輯）
- 2001.07.11 - Bossa Hula Nova／藍色夏威夷
- 2002.07.10 - Questa Bossa Mia...／我的巴莎諾瓦　（防拷貝CD）
- 2003.07.16 - Dans Mon Ile／左岸香頌　（防拷貝CD）
- 2004.06.23 - Naima～meu anjo～／我的天使
- 2004.11.17 - Boas Festas2～Feliz Natal～／冬之歌2（第二章聖誕專輯）
- 2005.06.29 - Romance Latino vol.1／浪漫嘉年華 vol.1
- 2005.07.27 - Romance Latino vol.2／浪漫嘉年華 vol.2
- 2005.08.24 - Romance Latino vol.3／浪漫嘉年華 vol.3
- 2006.07.12 - Jambalaya -Bossa Americana-／美麗時光
- 2007.07.11 - Soul & Bossa／芭莎心靈之旅　（轉移到愛貝克思）
- 2007.11.21 - Music Of Antonio Carlos Jobim: Ipanema／向芭莎之父裘賓致敬之歌《伊帕內瑪》
- 2009.03.04 - Cheek To Cheek -里約爵士經典-
- 2009.03.04 - Look To The Rainbow -L.A.爵士經典-
- 2010.03.05 - Asia／亞洲鄉愁
- 2011.10.26 - Japão／櫻花戀
- 2013.06.19 - Japão2／櫻花戀 2
- 2014.05.21 - Brasil／巴莎風情
- 2014.09.24 - Japão3 / 櫻花戀 3
- 2015.07.10 - My Favorite Songs / 我的摯愛經典
- 2016.05.06 - Dancing Bossa / 我的雀躍芭莎
- 2018.05.25 - 旅行及故鄉

### 精選輯
- 1991.11.21 - O Melhor De Lisa（MIDI時期的精選輯）
- 1997.06.28 - AMIGOS
- 1998.06.24 - seleção　（BMG時代的精選）
- 2000.02.23 - Coleção～the collection
- 2002.03.06 - Ono Lisa Best 1997-2001　（EMI時代前半）
- 2005.12.07 - Romance Latino Selection／浪漫嘉年華系列精選
- 2008.05.21 - Ono Lisa Best 2002-2006　（EMI時代後半）
- 2008.05.21 - Ono Lisa Best 1989-1996　（MIDI、BMG時代再次精選）
- 2012.07.27 - Bossa in Four Seasons / 四季巴莎諾瓦

## 外部連結 / 資料來源
- 小野丽莎官方网站 （页面存档备份，存于）
- http://www.hitoradio.com/ （页面存档备份，存于）
- https://web.archive.org/web/20070927183454/http://sonybmg.com.tw/classic/jazzdiva/jazzdiva5.php
- https://web.archive.org/web/20070911193130/http://www.emimusic.com.tw/pop/OnoLisa/page4.htm
- https://web.archive.org/web/20070927234701/http://www.avex.com.tw/lisaono/index.asp